# Жељко Керкез
Жељко Керкез (Козарац, Приједор 28. децембар 1962) је пуковник Војске Републике Српске и магистар војнотехничких наука.

## Биографија
Средњу техничку школу завршио је 1970. у Приједору, Техничку војну академију копнене војске 1975. у Загребу, а магистрирао 1981. на Војнотехничкој академији у Загребу, одбраном рада Паркирање моторних возила у ауто парку. Службовао је у гарнизонима Титоград, Загреб и Београд. Службу је завршио на дужности наставника на Катедри саобраћајног усмјерења копнене војске у Војнотехничкој академији копнене војске, у чину потпуковника. У ВРС је био од 11. фебруара 1993. до 28. фебруара 1997. Био је начелник саобраћајне службе у Сектору за позадину Главног штаба ВРС. У чин пуковника унапријеђен је 16. јуна 1996. Рањен је у току Одбрамбено-отаџбинског рата 1992–1995. У ЈНА је одликован Орденом за војне заслуге са сребрним мачевима, Орденом народне армије са сребрном звијездом и Орденом заслуга за народ са сребрном звијездом.